# Diaea viridipes
Diaea viridipes là một loài nhện trong họ Thomisidae.
Loài này thuộc chi Diaea. Diaea viridipes được Embrik Strand miêu tả năm 1909.